# Jacques Bossis
Jacques Bossis (Jonzac, 22 december 1952) is een voormalig Frans wielrenner. Hij was beroepsrenner tussen 1976 en 1985.

## Belangrijkste overwinningen
1973
Bordeaux-Saintes
1976
Bretagne Classic
1977
GP Ouest France-Plouay
1980
GP Fourmies
1981
Ronde van de Haut-Var
1e etappe (deel B, ITT) Ronde van Corsica

## Resultaten in voornaamste wedstrijden
| Jaar | Ronde van Italië | Ronde van Frankrijk | Ronde van Spanje |
| ---- | ---------------- | ------------------- | ---------------- |
| 1976 |                  |                     |                  |
| 1977 |                  | buiten tijd         |                  |
| 1978 |                  | 62e                 |                  |
| 1979 |                  | 60e                 |                  |
| 1980 |                  | 59e                 |                  |
| 1981 |                  | 63e                 |                  |
| 1982 |                  |                     |                  |
| 1983 |                  | 62e                 |                  |
| 1984 |                  | 102e                |                  |
| 1985 |                  |                     | opgave           |

| Jaar | Milaan-San Remo | Gent-Wevelgem | Ronde van Vlaanderen | Parijs-Roubaix | Amstel Gold Race | Ronde van Lombardije | Parijs-Tours | Bretagne Classic | Parijs-Brussel |  | Wereldranglijsten |
| ---- | --------------- | ------------- | -------------------- | -------------- | ---------------- | -------------------- | ------------ | ---------------- | -------------- |  | ----------------- |
| 1976 |                 |               |                      |                |                  |                      |              | Goud             |                |  |                   |
| 1977 |                 | 28e           |                      |                |                  |                      |              | Goud             |                |  |                   |
| 1978 |                 |               |                      |                |                  |                      | 16e          | 4e               |                |  |                   |
| 1979 | 26e             | 58e           | 27e                  |                | 25e              |                      | 10e          | 8e               | 28e            |  |                   |
| 1980 | 7e              |               |                      |                | 6e               | 15e                  | 6e           | Zilver           | 9e             |  |                   |
| 1981 | ↑               | 20e           | 4e                   | 34e            | 21e              |                      | 79e          |                  | 25e            |  | 21e (SPP)         |
| 1982 | 58e             |               |                      |                |                  | 29e                  | 39e          | 5e               | 25e            |  |                   |
| 1983 |                 |               |                      |                |                  |                      |              |                  |                |  |                   |
| 1984 |                 |               |                      |                |                  |                      | 33e          |                  |                |  |                   |
| 1985 | 81e             |               |                      |                |                  |                      |              |                  |                |  |                   |

Wielerploegen van Jacques Bossis
Arbès · 
Bossis ·
Chalmel ·
Chassang ·
Dillen ·
Fussien ·
Guimard (tot 15/02) ·
Hinault · 
Leleu ·
Martin ·
Meslet ·
Mintkiewicz · 
Quilfen ·
Santy ·
Teirlinck ·
Van Impe ·
Vasseur ·
Villemiane
Arbès ·
Berland ·
Bossis ·
Chalmel ·
Chassang ·
Chaumaz ·
Cluzaud ·
Hinault · 
Meslet ·
Mintkiewicz · 
Moneyron ·
Perin ·
Quilfen ·
Teirlinck ·
Vasseur ·
Villemiane
Arbès ·
Becaas ·
Berland ·
Bernaudeau ·
Bertin ·
Bossis ·
Chalmel ·
Chassang ·
Chaumaz ·
Cluzaud ·
Didier ·
Hinault · 
Jacobs (tot 30/06) · 
Quilfen ·
Teirlinck ·
Villemiane ·
Vincendeau
Bossis ·
Bourreau ·
Braun ·
Brun ·
De Cauwer ·
Delépine ·
Duclos-Lassalle ·
Esclassan ·
Hézard ·
Jones ·
Kuiper ·
Laurent ·
Legeay ·
Linard ·
Ovion ·
Perret · 
Sibille ·
Simon · 
Thévenet ·
Tinazzi ·
Van Heerden · 
Vandenbroucke
Anderson ·
Bossis ·
Bourreau ·
Brun ·
De Cauwer ·
Delépine ·
Duclos-Lassalle ·
Hézard ·
Jones ·
Kuiper ·
Laurent ·
Legeay ·
Linard ·
Martinez ·
Millar ·
Perret · 
Sibille ·
Simon · 
Tinazzi ·
Van Heerden
Anderson ·
Bernaudeau ·
Bossis ·
Bourreau ·
Brun ·
Cahard ·
Castaing ·
Chalmel ·
Chaumaz ·
Duclos-Lassalle ·
Jones ·
Laurent ·
Legeay ·
Linard ·
Martinez ·
Millar ·
Perret · 
Roche ·
Sanders ·
Simon · 
Van Heerden
Anderson ·
Bernaudeau ·
Bossis ·
Bourreau ·
Brun ·
Cahard ·
Castaing ·
Chalmel ·
Dalibard ·
Duclos-Lassalle ·
Jones ·
Laurent ·
Legeay ·
Linard ·
Martinez ·
Millar ·
Perret · 
Roche ·
Sanders ·
Simon · 
Yates
Anderson ·
Bossis ·
Bourreau ·
Brun ·
Cahard ·
Castaing ·
Dalibard ·
Duclos-Lassalle ·
Garde ·
Linard ·
Martinez ·
Millar ·
Peiper ·
Perret · 
Roche ·
Simon · 
Yates
Bossis ·
Bourreau ·
Brun ·
Cahard ·
Castaing ·
Duclos-Lassalle ·
Forest ·
Garcia ·
Garde ·
Guyot ·
Lauritzen ·
Lecrocq ·
Linard ·
Millar ·
Peiper ·
Perret · 
Simon · 
Yates